# Le Genou de Claire
Série Six contes moraux
Ma nuit chez Maud
(1969) L'Amour l'après-midi
(1972)
Pour plus de détails, voir Fiche technique et Distribution.
Le Genou de Claire est un film français d'Éric Rohmer, sorti en 1970. C'est le cinquième des Six contes moraux.

## Synopsis
À Talloires, au bord du lac d'Annecy, lors de ses dernières vacances de célibataire avant son mariage proche, Jérôme, attaché culturel de 35 ans, retrouve par hasard son amie Aurora, romancière roumaine qui écrit des romans sentimentaux en s'inspirant d'histoires vécues, dont celles que Jérôme lui raconte.
Aurora est locataire pour l'été de Mme Walter, mère de Laura, adolescente de seize ans et demi à l'esprit vif et volontiers raisonneuse. Dans la perspective de trouver là matière à une intrigue sentimentale propre à nourrir un futur roman, Aurora pousse Jérôme dans les bras de l'adolescente.
En manque de père, Laura est intéressée par Jérôme, ce qui les conduit d'abord à une relation amicale, tendre et cérébrale, puis presque amoureuse. Cependant, lorsqu'elle apprend le prochain mariage de Jérôme, Laura prend ses distances et commence à fréquenter Vincent, petit ami de son âge, avec lequel Jérôme échange abondamment et posément, comme le ferait un grand frère avec un plus jeune.
Un jour, Jérôme aperçoit Claire, la superbe demi-soeur de Laura, d'environ 18 ans, blonde au physique longiligne et au port réservé qui trouble profondément Jérôme. Alors qu'elle est juchée sur une échelle pour la cueillette des fruits, il ressent le désir irrépressible de lui toucher le genou,,, ce qu'Aurora, à laquelle il fait part de son trouble, l'encourage vivement à accomplir. 
Mais Claire, indifférente à l'égard de Jérôme, est amoureuse de Gilles, jeune homme sportif et un peu hâbleur. 
Fortuitement, Jérôme aperçoit Gilles avec une autre fille alors que celui-ci a raconté à Claire qu'il allait passer la journée à Grenoble. Indigné qu'on puisse ainsi mentir à une jeune fille qu'il pare de toutes les vertus, il ne peut s'empêcher de révéler à Claire son infortune. Désemparée, celle-ci le laisse enfin poser longuement une main — qu'elle croit seulement fraternelle et consolatrice — sur un de ses genoux. Jérôme réussit ainsi à briser le sortilège qui l'envoûtait.
Jérôme raconte à Aurora ce qui s'est passé, lui fournissant ainsi une matière pour ses romans. 
Puis tous se séparent, sauf Gilles et Claire, réconciliés après que Gilles a dissipé ce qui n'était en fait qu'un malentendu.

## Fiche technique
- Titre : Le Genou de Claire
- Réalisation : Éric Rohmer
- Scénario : Éric Rohmer, d’après une idée originale d'Alfred de Graaf
- Photographie : Nestor Almendros
- Son : Jean-Pierre Ruh, Michel Laurent
- Montage : Cécile Decugis, Martine Kalfon
- Production : Barbet Schroeder
- Production déléguée : Pierre Cottrell
- Sociétés de production : Les Films du Losange, Columbia Pictures
- Distributeurs d'origine : Columbia Pictures, Les Films du Losange
- Pays de production :  France
- Langue originale : français
- Format : Couleurs (Eastmancolor) — 35 mm - 1,37:1 - Son Mono
- Durée : 105 minutes (2891 mètres)
- Genre : comédie dramatique
- Date de sortie : 
  - France : 15 novembre 1970

## Distribution
- Jean-Claude Brialy : Jérôme
- Aurora Cornu : Aurora
- Béatrice Romand : Laura
- Laurence de Monaghan : Claire
- Michèle Montel : Mme Walter
- Gérard Falconetti : Gilles
- Fabrice Luchini : Vincent
- Sandro Franchina : l'Italien du bal
- Isabelle Pons : Lucinde, en photo

## Production
Jean-Claude Brialy raconte dans son autobiographie le tournage au lac d'Annecy. Selon lui, Rohmer avait logé toute l'équipe de tournage dans une vieille maison où il n'y avait qu'une seule salle de bain commune, et dormait lui-même dans une remise. La collaboration avec Béatrice Romand aurait été particulièrement difficile, celle-ci s'étant constamment immiscée dans le tournage[pas clair] et l'ayant même mordu dans une scène.

## Accueil critique
Le film est un succès en salle, tout en étant salué par l'ensemble de la critique française. « Ces fragments d'un discours amoureux composent une extraordinaire étude du désir, de la jouissance verbale, quasi littéraire, qui accompagne toute inclination. Un bijou. » écrit Cécile Mury, dans Télérama, le 5 septembre 2009 ; « Cette histoire tissée de velléités, de rêveries indécises, de brèves effusions et de confessions alternées, Eric Rohmer la raconte dans ce style élégant et feutré qui caractérisait déjà Ma nuit chez Maud , commente Jean de Baroncelli dans Le Monde.
Pourtant, selon Henry Chapier dans Combat, le film « n'accepte aucun des compromis apparemment indispensables pour solliciter la curiosité du grand public ». Et pour Jacques Fieschi dans Cinématographe, Le Genou de Claire est « ...le plus sensuel plastiquement, le plus lumineux et le plus ambigu des Six Contes moraux [...] Néstor Almendros traite en peintre le lac d'Annecy, ses monts, ses forêts, ses jardins, ses bouquets de roses. Entre Claire l'intouchable et le vilain petit canard Laura, contemporaine de toute sensibilité, notre regard hésite comme celui du narrateur. Un narrateur, comme toujours chez Rohmer, bien compromis... ».
Selon le critique italien Paolo Mereghetti, « Plus froid que certains des autres films de Rohmer (en fait, il finit par être à la fois une réflexion sur la construction d'une histoire et une psychologie de la séduction), mais construit avec une intelligence, cinématographique et autre, qui confine au sublime ».

### Distinctions

#### Récompenses
- 1970 : Prix Louis-Delluc[5]
- 1970 : Prix Méliès
- 1971 : Coquille d'or au Festival de San Sebastián[10]
- 1972 : Meilleur film National Society of Film Critics
- 1972 : Meilleur film en langue étrangère, National Board of Review

#### Nominations
- 1972 : nomination pour le Golden Globe du meilleur film en langue étrangère